# بطولة العالم لألعاب القوى 2022
بطولة العالم لألعاب القوى 2022 هي النسخة الثامنة عشر من بطولة العالم لألعاب القوى وقد تقرر عقدها في مدينة يوجين، ولاية أوريغون، الولايات المتحدة.

## اختيار المضيف
أعلن اختيار المدينة المضيفة في 16 أبريل 2015 في بكين دون عملية تقديم الترشيحات الاعتيادية، يشار إلى أن أوجين قدمت طلبا لاستضافة نسخة 2019 ولكنها خسرت أمام الملف القطري.
ذكرت مجلة Runner's World أن اختيار يوجين من قبل الاتحاد الدولي لألعاب القوى كان «خطوة غير عادية» وأن الاتحاد الدولي «تجاوز عملية تقديم الترشيحات الاعتيادية». إن اختيار يوجين جعل منها أول مدينة أمريكية تستضيف مثل هذا الحدث.
ذكرت مجلة الغارديان أن عدم المزايدة في اختيار يوجين أثار قلق المدن الأوروبية التي قدمت ترشيحات لاستضافة هذا الحدث. وقال لمين دياك رئيس الاتحاد الدولي لألعاب القوى مبررا اختيار يوجين لاستضافة هذا الحدث دون مزايدة: ”تمكننا من الاستفادة من فرصة فريدة من نوعها قد لا تكون مرة أخرى أبدا.“ عدم المزايدة على اختيار المدينة المستضيفة لحدث 2021 لم يكن الأول من نوعه فبطولة العالم 2007 آلت إلى أوساكا اليابانية دون تقديم ترشيح.

## الميدان
ستقام البطولة في ميدان هايوارد (Hayward Feild) في جامعة أوريغون بعد تجديده ليسع 30 ألف متفرج.